# Josef Šedlbauer
Josef Šedlbauer (* 16. února 1969 Kutná Hora) je český politik, vysokoškolský pedagog a vědec v oboru fyzikální chemie, mezi lety 2016 a 2020 zastupitel Libereckého kraje, od roku 2010 zastupitel města Liberec (v letech 2014 až 2018 též radní města), člen Strany zelených.

## Život
V letech 1987 až 1992 vystudoval obor fyzikální chemie na Vysoké škole chemicko-technologické v Praze (získal titul Ing.). V roce 1992 strávil dva měsíce jako vědecký pracovník (research visit) na Imperial College v Londýně. V letech 1992 až 1995 absolvoval doktorský obor fyzikální chemie opět na VŠCHT v Praze (získal titul Ph.D.).
Od roku 1997 pracuje na Technické univerzitě v Liberci. Během svého akademického působení navštívil několik zahraničních univerzit (např.: University of Delaware v USA či Universite Blaise Pascal ve Francii), byl členem akademického senátu a publikoval mnoho článků a vědeckých publikací. V letech 2002 až 2005 působil jako proděkan, v současnosti vede Katedru chemie Fakulty přírodovědně-humanitní a pedagogické. V roce 2002 byl jmenován docentem v oboru fyzikální chemie na Univerzitě Pardubice a v roce 2010 profesorem v témže oboru na Vysokém učení technickém v Brně.
Josef Šedlbauer žije v liberecké části Harcov.

## Politické působení
Od roku 2008 je členem Strany zelených, od roku 2010 předsedal základní organizaci strany v Liberci a od roku 2014 je předsedou krajské organizace strany v Libereckém kraji.
V komunálních volbách v roce 2006 kandidoval ještě jako nestraník za SZ do Zastupitelstva města Liberce, ale neuspěl. Zastupitelem města se stal až po volbách v roce 2010, v nichž kandidoval již jako člen SZ na kandidátce subjektu „Změna pro Liberec“ (tj. SZ a nezávislí kandidáti). Působil jako člen Finančního výboru. Mandát zastupitele města obhájil ve volbách v roce 2014 opět na kandidátce „Změny pro Liberec“ (tentokrát Změna a SZ). V listopadu 2014 byl zvolen neuvolněným radním města. Ve volbách v roce 2018 mandát zastupitele města obhájil, když kandidoval jako člen Zelených za subjekt „Změna pro Liberec“ (tj. hnutí Změna, Zelení a nezávislí kandidáti).
V krajských volbách v roce 2008 kandidoval ještě jako nestraník za SZ do Zastupitelstva Libereckého kraje, ale neuspěl. Zvolen nebyl ani ve volbách v roce 2012, kdy kandidoval jako člen SZ na kandidátce subjektu „ZMĚNA PRO LIBERECKÝ KRAJ“ (tj. Změna a SZ). Krajským zastupitelem se stal až po volbách v roce 2016, kdy byl zvolen jako člen SZ opět na kandidátce subjektu „ZMĚNA PRO LIBERECKÝ KRAJ“.
V krajských volbách v roce 2020 byl lídrem kandidátky Pro KRAJinu, což byla koalice Strany zelených a Liberálně ekologické strany. Uskupení však ve volbách neuspělo a Šedlbauer se tak znovu zastupitelem Libereckého kraje nestal.